# 明教寺
明教寺（めいきょうじ）は、中華人民共和国安徽省合肥市廬陽区にある仏教寺院。

## 歴史
南朝梁の武帝蕭衍の時期に教弩台が建立した鉄仏寺が起源。
唐の大暦年間、宰相裴休は寺院を再建した。再建後に「明教院」に改名した。
明代に明教寺に正式に改名した。
清の咸豊3年（1853年）、太平天国の乱の火難で寺は全焼した。同治9年（1870年）は寺院を重修した。光緒11年（1885年）、太平天国の将の袁宏謨が資金を募り全面重建し、1886年に大雄宝殿に落成した。
昭和12年（1937年)の冬、寺の一部の建築物は大日本帝国陸軍の戦闘機によって爆破された。昭和14年（1939年）、大日本帝国の日本陸軍の兵士が明教寺を占領した。
1981年9月、安徽省人民政府は仏寺を安徽省文物保護単位に認定した。1983年、中華人民共和国国務院は仏寺を漢族地区仏教全国重点寺院に認定した。2015年より、地元政府は寺院を修復する。

## 伽藍
山門、天王殿、大雄宝殿、蔵経閣